# Capturing the Friedmans
Capturing the Friedmans é um filme-documentário estadunidense de 2003 dirigido e escrito por Andrew Jarecki e exibido pela HBO, que segue a investigação de Arnold e Jesse Friedman, acusados de abuso sexual de menor. Foi indicado ao Oscar de melhor documentário de longa-metragem na edição de 2004.